# Neoxenillus heterosetiger
Neoxenillus heterosetiger är en kvalsterart som först beskrevs av Aoki 1967.  Neoxenillus heterosetiger ingår i släktet Neoxenillus och familjen Xenillidae. Inga underarter finns listade i Catalogue of Life.